# Pinazepam
Il pinazepam è uno psicofarmaco appartenente alla categoria degli ansiolitici benzodiazepinici e nello specifico dei derivati benzodiazepinici. E' commercializzato in Italia dall'azienda Teofarma. È conosciuto sotto vari nomi tra cui Domar e Duna.

## Usi medici
Il pinazepam possiede proprietà ansiolitiche, anticonvulsivanti, sedative e miorilassanti scheletriche. Per via di queste proprietà, il farmaco viene utilizzato come sedativo o ansiolitico.

## Controindicazioni
Il farmaco presenta le seguenti controindicazioni:
- Miastenia grave
- Ipersensibilità accertata verso il farmaco
- Grave insufficienza respiratoria
- Grave insufficienza epatica
- Sindrome da apnea notturna

## Effetti collaterali
Gli effetti collaterali per questo farmaco prevedono sonnolenza, sonno improvviso durante il giorno, ottundimento delle emozioni, riduzione della vigilanza, confusione, affaticamento, cefalea, vertigini, debolezza muscolare, atassia, visione doppia.